# 挑戰者月刊
《挑戰者月刊》是全力出版發行的台灣漫畫雜誌，2004年5月創刊，每月1日於台灣發售，發行人林依俐是矽品精密工業董事長林文伯長女，封面繪圖為緒方剛志。主要內容以漫畫、小說為主，並有遊戲或電影介紹之企劃單元，並積極鼓勵讀者投稿與交流。創作陣容以台灣本地作者為主，唯初期有少數手塚治虫等日本作者之漫畫或小說作品。
於2008年6月1日發行之六月號發刊後正式休刊；同時著手進行線上漫畫網站《ComiComi》的計畫，誌上作品於其上繼續連載。

## 主要連載作品

### 漫畫
- Colorful Dreams（VOFAN，2004年7月號～2008年1月號）
- 機甲盤古（林迺晴，2005年7月號～2014年3月5日）
- 星光墜在希伯來（簡嘉誠，2006年6月號～）
- 毛球突擊隊（梁紹先，2006年7月號～）
- 日日美好（SALLY，2006年8月號～）
- 企鵝皮的胡言亂語（陳南羽，2007年3月號～）
- 皮皮狗（敖幼祥，2008年2月號～）
- Welcome To Forest!（張季雅，2007年12月號～）

### 小說
2007年8月現在無連載作品

### 不定期或看似連載作品
（如果確定為短篇作品時應移動至「過去刊載的短篇作品」）
- 超幻神KIDSAVIOR i（黑炭，2004年8月號～2007年起休載中？）
- 負之成像（有馬拓也，2004年12月號、2006年5月號）
- 龍醫生（鏡漟，2006年5月號～6月號、2007年2月號～3月號）
- 滄胄神機（有馬拓也，2008年1月號～2008年2月號）
- 地獄特遣隊（梁紹先，2007年月8月號～）

## 已完結的連載作品

### 漫畫
- 手塚治虫短篇傑作選（手塚治虫，2004年5月號～2006年10月號）
- 轉大人（彭傑，2004年5月號～7月號）
- 救贖之詩（黑炭，2004年5月號～7月號）
- 創漫小劇場（韋宗成，2004年5月號～7月號）
- 飛行俱樂部（林迺晴，2004年8月號～2005年4月號）
- 勇者（彭傑，2004年8月號～2005年5月號）
- 譯言難盡（黑炭，2004年10月號、2005年1月號、2005年4月號）
- 天國之門（梁紹先，2005年1月號～2月號、5月號～6月號、9月號～10月號，2006年1月號～3月號）
- 哈姆雷特（孟宸，2005年11月號～2006年7月號）
- 總管的慣例（SALLY，2006年2月號～4月號）
- 三國玫瑰（羅罐中＝任正華，2006年11月號～2007年3月號）
- 非常關係（孟宸，2007年4月號～2007年12月號）
- 酷頭與哈妹（敖幼祥，2006年8月號～2007年12月號）

### 小說
- 名偵探的守則（東野圭吾，2004年5月號～2005年4月號）
- 泰洛城（饒宇芊，2004年5月號～2005年7月號）
- 河川系列（饒宇芊，2004年8月號～2005年9月號）
- 藍色謊言（李知昂，2004年11月號～12月號）
- 與犬共舞（凌徹，2005年5月號～6月號）
- 地獄管風琴（饒宇芊，2005年10月號～12月號）
- 生命之環（李伍薰，插畫：有馬拓也，2005年8月號～2007年6月號）
- 血痕（林依俐，2005年11月號～2006年1月號）
- 星間衝擊（李知昂，插畫：SALLY，2006年1月號～2007年5月號）
- 阿刀田高短篇傑作選（阿刀田高，插畫：VOFAN，2006年2月號～2007年1月號）
- 風色幻想6番外故事（焚離，插畫：莫里卡瓦、阿左，2007年12月號～2008年6月號）

### 其他
- 名偵探的書房（2004年5月號～2005年4月號）
- 從新人獎看漫畫（館林見晴，2005年4月號～2006年11月號）
- 跟著小說遊日本（蕭浩生，2006年2月號～2007年1月號）
- 呼耶耶系列（姚舜庭，2006年8月號～2006年11月號）
- 噗元新世紀（姚舜庭，2006年12月號～2007年2月號）

## 過去刊載的短篇作品

### 漫畫
- 自閉雞蛋輔導會（林迺晴，2004年5月號）
- FORGETTER（林迺晴，2004年5月號）
- 寶箱獵人（林迺晴，2004年6月號）
- 30小時時鐘（林迺晴，2004年7月號）
- 彩色漫畫田（林迺晴，2004年9月號）
- 夢魘（梁紹先，2004年10月號）
- DragonFishing（鏡漟，2004年11月號）
- 懷湘玉（孟宸，2005年3月號）
- 冰封世界（鏡漟，2005年4月號）
- 口袋天氣（林迺晴，2005年5月號）
- 月之子（孟宸，2005年6月號）
- 漫畫家真有出息（林迺晴，2005年6月號）
- 沈默的勝負（SALLY，2005年7月號）
- 小紅帽愛上大野狼（簡嘉誠，2005年8月號）
- 仙女（原作：饒宇芊／漫畫：孟宸，2005年8月號）
- 可樂的海洋公園（鏡漟，2005年8月號）
- 潛行者-Stalker-（SALLY，2005年9月號）
- Trace（簡嘉誠，2005年10月號）
- 畫像的羈絆（簡嘉誠，2005年12月號）
- 小蓮之奇想事件簿（東，2006年1月號～2月號）
- 最美的女人（簡嘉誠，2006年月4月號）
- 天國之球（梁紹先，2006年月6月號）
- 超時空國父（梁紹先，2006年月10月號）
- 夏妮兒（孟宸，2006年11月號～12月號）
- 台中（超辣）大雞排（張季雅，2007年2月號，投稿戰場1985入選作）
- 鏡頭（余品翰，2007年3月號，投稿戰場1985入選作）
- 帶我去球場（張季雅，2007年4月號）
- The pigeons in London（張岳印，2007年4月號，投稿戰場1985入選作）
- 忘卻的熱情（張季雅，2007年5月號）
- 我們迷獅子（張季雅，2007年6月號～7月號）
- 不連續的記憶（張季雅，2007年8月號）
- 留下的理由（張季雅，2007年9月號～10月號）
- 薛菲爾德老太太與她的貓（張季雅，2007年11月號）

### 小說
- 手機鈴響（李知昂，2004年5月號）
- 桃太郎（芥川龍之介，2004年5月號）
- 阿達與奈米魔幻兵團（黃海，2004年7月號）
- 億萬諸神（黃海，2004年8月號）
- 山梨（宮澤賢治，2004年9月號）
- 以星之名（李知昂，2004年9月號）
- 惡魔工作站（林依俐，2004年9月號）
- 中山樵的一日（蕭浩生，2004年10月號）
- 奇蹟聽證會（李知昂，2005年2月號）
- 超頻檢察官（李知昂，2005年4月號）
- 黑暗帝國的子民（李伍薰，2005年6月號）
- 天父的禮物（李知昂，2005年7月號）
- 無盡的光源（李知昂，2005年8月號）
- 不沈的要塞（李知昂，2005年9月號）
- 天國大樂透（東，2006年7月號）
- 難忘的盛夏（池家瑜，2007年2月號，投稿戰場1985入選作）
- 逐日（黃豪平，2007年2月號，投稿戰場1985入選作）
- 選擇（陳奎安，2007年3月號，投稿戰場1985入選作）
- 許願娃娃（張亦宗，2007年3月號，投稿戰場1985入選作）
- 小雪（池家瑜，2007年4月號）
- 湧春（案山子，2007年5月號）
- 我的爸爸是勇者（李伍薰，2007年8月號）

### 手塚治虫短篇傑作選
- 安達之原（2004年5月號）
- 白縫（2004年6月號）
- 荒野七人行（2004年7月號）
- 加納先生（2004年7月號）
- 玻璃之腦（2004年8月號）
- 下雨小僧（2004年9月號）
- 山梨（原作：宮澤賢治，2004年9月號）
- 繆斯與首領（2004年10月號～12月號）
- 小露在風中（2005年1月號）
- 比助之橋（2005年2月號）
- 原人伊司（2005年3月號）
- 山太郎歸鄉（2005年4月號）
- ０次元之丘（2005年5月號）
- 阿主（2005年6月號）
- 月世界的人（2005年7月號）
- 太鼓進行曲（2005年8月號）
- 紋紋山在哭泣（2005年9月號）
- 奇動館（2005年10月號）
- 虫少年一代記（2005年11月號）
- 小次與我（2005年12月號）
- 畫紙堡壘（2006年1月號）
- 仲夏夜之死（2006年2月號）
- 空腹藍調（2006年3月號）
- 往1985出發（2006年4月號）
- 教父之子（2006年5月號）
- 雙頭蛇（2006年6月號）
- 墜落機（2006年7月號）
- 兩個故事（2006年8月號）
- 溶解者（2006年9月號）
- 隕石坑上的男人（2006年10月號）

### 阿刀田高短篇傑作選
- 咖啡黨奇談（2006年2月號）
- 看見霧的男人（2006年3月號）
- 橋邊（2006年4月號）
- 藍色箱子（2006年5月號）
- 似水流逝（2006年6月號）
- 遇見父親（2006年7月號）
- 砂之時間（2006年8月號）
- 地角海崖（2006年9月號）
- 橫式信封（2006年10月號）
- 來到田澤湖（2006年11月號）
- 守護神（2006年12月號）
- 歸於塵土（2007年1月號）

## 特集一覽

### 2004年
- 創刊作家介紹-彩頁特集（5月號）
- 推背圖的神秘（6月號）
- 台灣日本動漫畫相關學校介紹（7月號）
- 多情夏日-誌上作家彩稿競作（8月號）
- 奇幻之月-月亮的神話與科學（9月號）
- 光輝十月-辛亥革命（10月號）
- 碁之道-圍棋的歷史（11月號）
- 快樂聖誕-誌上作家彩稿競作（12月號）

### 2005年
- 福爾摩斯全紀錄（1月號）
- 浪漫情人節-誌上作家彩稿競作（2月號）
- 運動漫畫200作（3月號）
- 好書50選（4月號）
- 創刊週年慶-誌上作家彩稿競作（5月號）
- 鍊金術的世界（6月號）
- 推理世界漫遊（7月號）
- 夏日海岸豔陽照-誌上作家彩稿競作（8月號）
- 哆啦Ａ夢的時代-附詳細年表（9月號）
- 第二次世界大戰軍服特集（10月號）
- 漫畫之神的軌跡-手塚作品誌上作家彩稿競作（11月號）
- 忍者忍術忍法特集（12月號）

### 2006年
- 充滿魔力的美味-料理漫畫21選（1月號）
- 年畫賀新春-誌上作家彩稿競作（2月號）
- 醫學小說、漫畫、電影大集合（3月號）
- 奇幻小說的世界（4月號）
- 創刊二週年慶-誌上作家彩稿競作（5月號）
- 華麗的塔羅世界（6月號）
- KERORO軍曹終極特集（7月號）
- 盛夏清涼彩稿祭（8月號）
- 恐怖創作特集（9月號）
- 科幻創作特集（10月號）
- 有阿噗的生活呼耶耶-誌上作家彩稿競作（11月號）
- OH!MY MAID-女僕世界大觀（12月號）

### 2007年
- 畫筆譜戀曲-戀愛漫畫特集（1月號）
- 年節百景賀新春-二零零柒丁亥呼耶（2月號）
- 人類最好的夥伴-動物漫畫特集（3月號）
- 星光墜在希伯來-單行本發售特集（4月號）
- 創刊三週年慶-誌上作家彩稿競作（5月號）
- 淺談風水，概觀陰陽（6月號）
- 史上最愉快的科舉考試-機甲盤古特集（7月號）
- 涼快度一夏-誌上作家彩稿競作（8月號）
- 輕鬆一下！搞笑漫畫特集（9月號）
- 豪情義薄雲天！戰國VS三國特集（10月號）
- 入秋濃濃楓葉紅 秋之禮讚彩稿特輯（11月號）
- 粉色童話夢、甜蜜在心頭 歐洲童話故事特輯（12月號）

### 2008年
- 純白天使情 暗黑惡魔心-天使＆惡魔 特輯（1月號）
- 鼠年數來寶 新年新氣象-新春彩稿 特輯（2月號）
- 輕小說暴走 新文學始動-輕小說の暴走（3月號）
- 歷史的過往 文化的未來-人類歷史的繼往開來（4月號）

## 外部連結
- 全力出版
- 全力書店
- ComiComi （页面存档备份，存于）